# 沈阳植物园

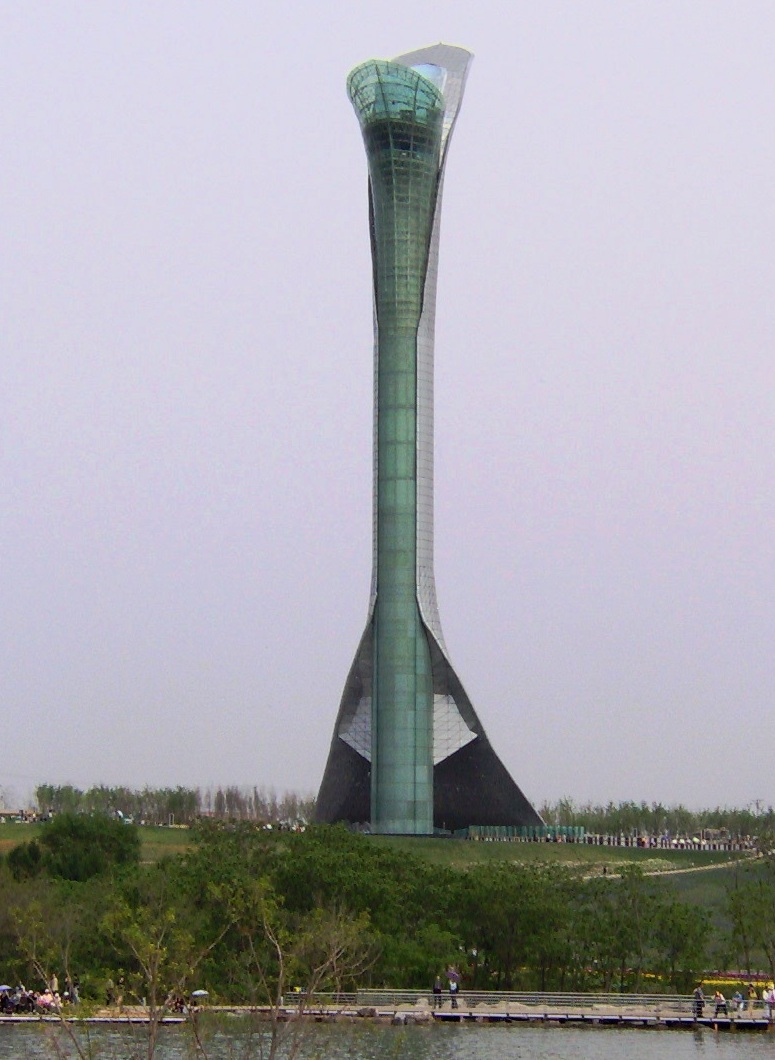
沈阳植物园

沈阳植物园，又称“沈阳世博园”，位于辽宁省沈阳市棋盘山旅游开发区，是2006中国沈阳世界园艺博览会的举办地，中国5A级旅游景区。
沈阳植物园始建于1959年2月。

## 发展历程
- 1959年2月，沈阳植物园成立。
- 从成立到1970年代，沈阳植物园几乎没有多大发展。
- 1980年代后期开始，沈阳植物园建设快速发展，成为受欢迎的景区。
- 2002年4月，沈阳市政府将沈阳植物园由原来隶属沈阳市建设管理局划归为沈阳棋盘山开发区管委会。
- 2004年7月，沈阳植物园获国家首批四A级旅游景区及五A级旅游景区称号。
- 2006年5月1日至10月31日，沈阳植物园举办2006年沈阳世界园艺博览会。[1]